# Pingli
Der Kreis Pingli (平利县,  Pínglì Xiàn) ist ein Kreis der bezirksfreien Stadt Ankang im Süden der Provinz Shaanxi in der Volksrepublik China. Der Kreis hat eine Fläche von 2.648 km² und 181.286 Einwohner (Stand: Zensus 2020). Sein Hauptort ist die Großgemeinde Chengguan (城关镇).

## Administrative Gliederung
Auf Gemeindeebene setzt sich der Kreis aus neun Großgemeinden und drei Gemeinden zusammen. Diese sind:
- Großgemeinde Chengguan (城关镇)
- Großgemeinde Chang’an (长安镇)
- Großgemeinde Dagui (大贵镇)
- Großgemeinde Guangfo (广佛镇)
- Großgemeinde Luohe (洛河镇)
- Großgemeinde Laoxian (老县镇)
- Großgemeinde Sanyang (三阳镇)
- Großgemeinde Xinglong (兴隆镇)
- Großgemeinde Baxian (八仙镇)

- Gemeinde Nüwa (女娲乡)
- Gemeinde Xihe (西河乡)
- Gemeinde Zhengyang (正阳乡)